# Hamvas Béla Asztaltársaság

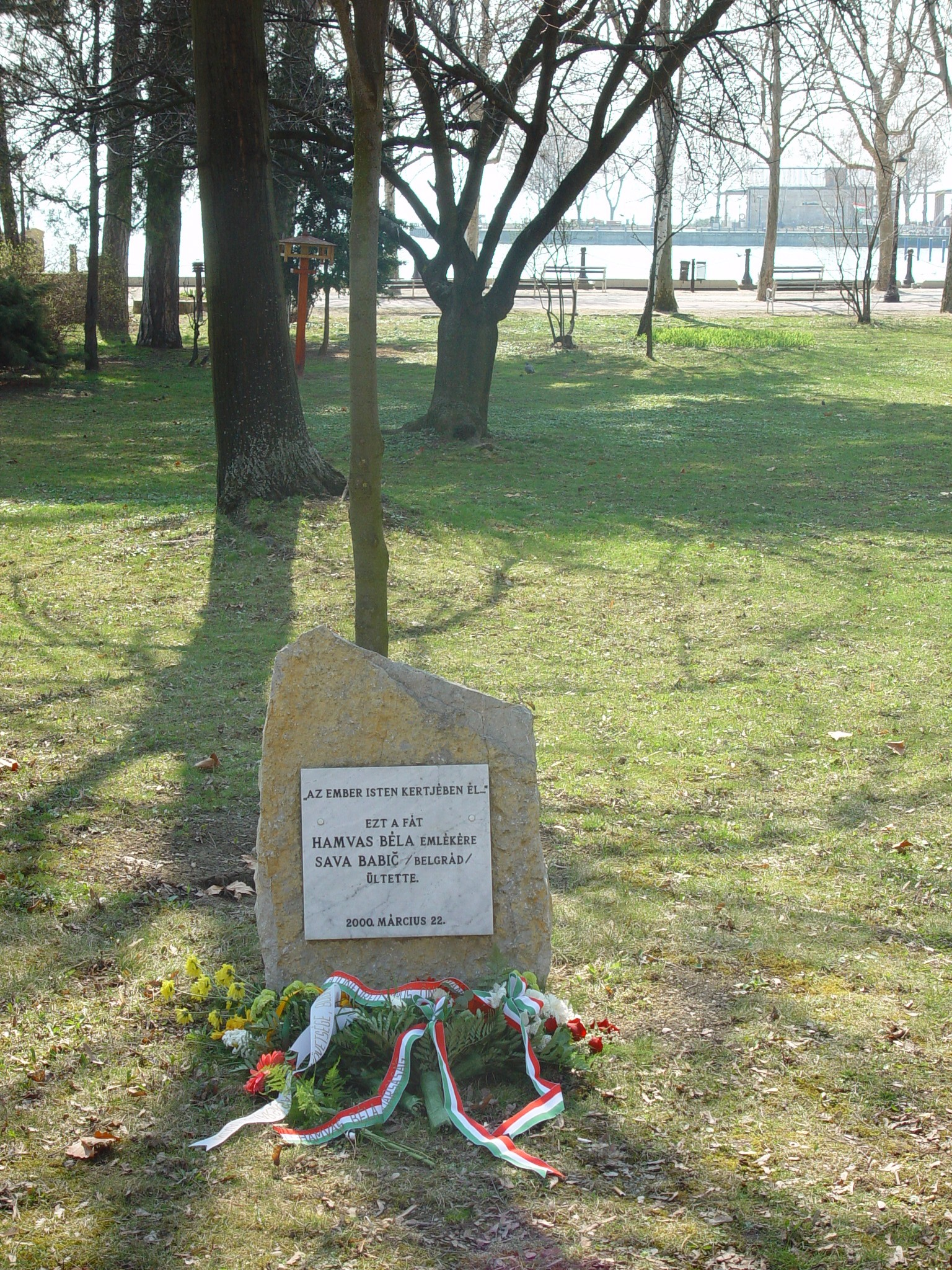
Emlékfa „Isten kertjében”, Tagore-sétány, Balatonfüred

A Hamvas Béla Asztaltársaság 2000-ben alakult Balatonfüreden, Hamvas Béla szellemiségének ápolására. A társaságot öt házaspár (Balatonfüredről, Pécselyről és Veszprémből) alapította. Tiszteletbeli elnökök: Sava Babić és Szőcs Géza.

## Tevékenység
A balatonfüredi Önkormányzat és a Hamvas Béla Asztaltársaság a füredi Tagore sétányon 2000-ben, Kemény Katalin jelenlétében fát ültetett Hamvas Béla emlékére. A "Hamvas-hárs" alatt minden évben, Hamvas Béla születésnapja (március 23.) alkalmából ünnepséget tartanak. Itt minden alkalommal a magyar mellett még egy nyelven (eddig szerb, francia, német, olasz, hindi, angol) "a fára olvassák" Hamvas Béla szövegét a Fák című esszéből.
 A faültetés gondolata Sava Babić-tól származik, akinek Hamvas Bélának a balatonfüredi Koloska völgy egyik hársfájáról írt szövege adta az ötletet.